# Johnson Wax Headquarters

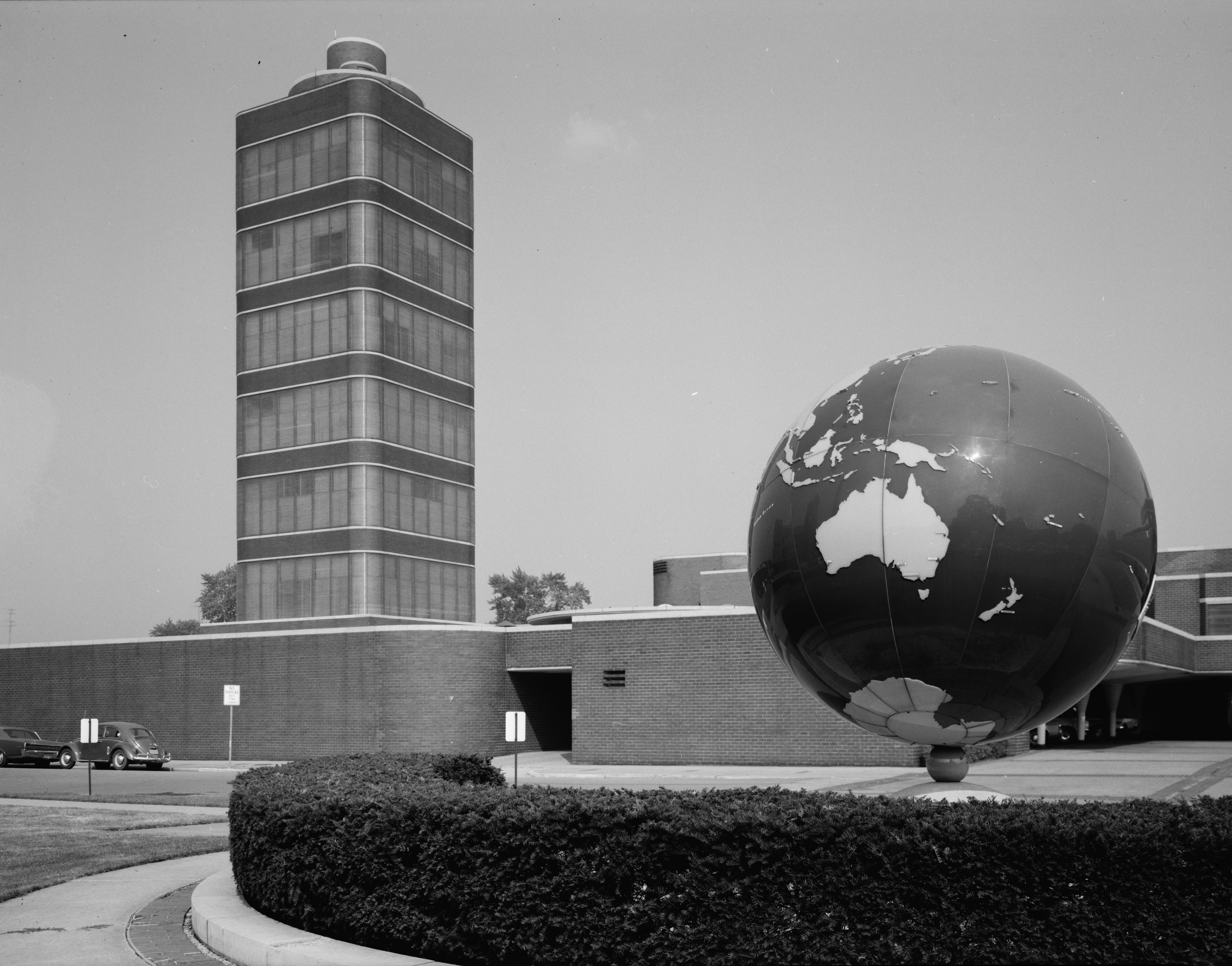
Het hoofdkantoor van Johnson Wax In 1969

The Great Workroom in 1969

Het Johnson Wax Headquarters of Johnson Wax Administration Building is ontworpen door de Amerikaanse architect Frank Lloyd Wright en gebouwd in de periode 1936 - 1939. Het staat in de stad Racine (Wisconsin). Het gebouw is sinds 1976 een National Historic Landmark.
Het belangrijkste onderdeel is de Great Workroom. Dit is een kantoortuin zonder ramen. Het daglicht komt naar binnen via het dak waarin geen glas maar pyrexbuizen zijn verwerkt. Het dak wordt omhoog gehouden door een woud van pilaren. Deze pilaren zijn bovenaan 5,5 meter in doorsnee maar aan de onderkant slechts 23 cm dik. Het had niet veel gescheeld of het gebouw was afgekeurd omdat de inspectie aanvankelijk niet wilde geloven dat deze sterk genoeg waren maar met een test kon worden aangetoond dat deze wel zestig ton per stuk konden dragen. Voor de Great Workroom liet Lloyd Wright speciaal meubilair ontwerpen.
De buitenkant van het gebouw werd afgewerkt met rode bakstenen. De veertien verdiepingen tellende Research Tower werd in de periode 1944 tot 1951 aangebouwd.